# Guapira hirsuta
Guapira hirsuta är en underblomsväxtart som först beskrevs av Jacques Denys Denis Choisy, och fick sitt nu gällande namn av Cyrus Longworth Lundell. Guapira hirsuta ingår i släktet Guapira och familjen underblomsväxter. Inga underarter finns listade i Catalogue of Life.